# دونالد جارفيس
دونالد جارفيس هو رسام كندي، ولد في 1923 في فانكوفر في كندا، وتوفي في 2001.